# Crans-Montana

Escudo de armas

Crans-Montana es una estación de esquí del cantón suizo del Valais.

## Situación
Crans-Montana se encuentra ubicada en una meseta a 1500 metros de altitud sobre el nivel del mar en los Alpes berneses, cuenta con vistas al valle del Ródano y la ciudad de Sierre. La estación ocupa las comunas de Icogne, Lens, Montana, Randogne, Mollens y Chermignon.

## Instalaciones
Cuenta con una superficie esquiable de 140 kilómetros, con una cota que va desde los 1500 metros de altitud hasta alcanzar los 3000 metros y una superficie de esquí hasta de 350 hectáreas. Posee diferentes medios mecánicos para acceder a las pistas:
- Un funitel
- Cuatro telecabinas
- Ocho telesillas
- Doce telesquíes

Además de las instalaciones de esquí, se ha construido un complejo de golf, el Club de Golf Crans-sur-Sierre, y numerosos hoteles.
Para llegar a la Crans-Montana, se puede tomar un funicular que parte desde el centro de la ciudad de Sierre y llega en poco más de 15 minutos a la misma. También hay un servicio frecuente de autobuses que enlaza con Sierre.

## Eventos
- Fue la sede del Campeonato Mundial de Esquí Alpino de 1987
- Anualmente se celebra el Masters Europeo, un torneo masculino de golf.

## Población histórica
La población histórica se da en el siguiente cuadro: